# Municipio Betanzos
Das Municipio Betanzos ist ein Verwaltungsbezirk im Departamento Potosí im südamerikanischen Anden-Staat Bolivien.

## Lage im Nahraum
Das Municipio Betanzos ist eines von drei Municipios in der Provinz Cornelio Saavedra. Es grenzt im Norden an das Departamento Chuquisaca, im Süden an die Provinz José María Linares, im Westen an das Municipio Chaquí, im Westen an die Provinz Tomás Frías und im Nordwesten an das Municipio Tacobamba. Es erstreckt sich über etwa 60 Kilometer in nord-südlicher und über 100 Kilometer in ost-westlicher Richtung.
Der zentrale Ort im Municipio ist die Stadt Betanzos mit 4632 Einwohnern (Volkszählung 2012) im südwestlichen Teil des Municipios.

## Geographie
Das Municipio Betanzos liegt zwischen dem bolivianischen Altiplano im Westen und der Cordillera Central im Osten. Das Klima der Region ist ein typisches Tageszeitenklima, bei dem die Temperaturschwankungen im Tagesverlauf stärker ausfallen als im Jahresverlauf.
Die Jahresdurchschnittstemperatur in den Tallagen der Region beträgt etwa 17 °C (siehe Klimadiagramm), die Monatswerte schwanken nur unwesentlich zwischen 14 °C im Juni/Juli und 19 °C von November bis Januar. Die jährliche Niederschlagsmenge liegt bei knapp 500 mm, die Monate Mai bis September sind arid mit Monatswerten unter 15 mm, nur im Januar wird ein Niederschlag von 100 mm erreicht.

## Bevölkerung
Die Einwohnerzahl des Municipio Betanzos war zwischen 1992 und 2024 deutlichen Schwankungen unterworfen:
| Jahr | Einwohner | Quelle       |
| ---- | --------- | ------------ |
| 1992 | 31.862    | Volkszählung |
| 2001 | 36.308    | Volkszählung |
| 2012 | 33.455    | Volkszählung |
| 2024 | 31.722    | Volkszählung |

Die Bevölkerungsdichte des Municipios bei der letzten Volkszählung von 2024 betrug 17,3 Einwohner/km², der Anteil der städtischen Bevölkerung war 0 Prozent, der Anteil der unter 15-Jährigen im Jahr 2001 an der Bevölkerung lag bei 46,5 Prozent, und die Lebenserwartung der Neugeborenen betrug 59 Jahre.
Der Alphabetisierungsgrad bei den über 19-Jährigen beträgt 58 Prozent, und zwar 74 Prozent bei Männern und 44 Prozent bei Frauen. Wichtigste Sprache mit einem Anteil von 77 Prozent ist Quechua. 89 Prozent der Bevölkerung sind katholisch, 7 Prozent evangelisch. (1992)
74 Prozent der Bevölkerung haben keinen Zugang zu Elektrizität, 94 Prozent leben ohne sanitäre Einrichtung. (2001)

## Politik
Ergebnis der Regionalwahlen (concejales del municipio) vom 4. April 2010:
| Wahlberechtigte |  | Stimmen | gültig |  | MAS-IPSP | AS     | M.O.P. |
| --------------- |  | ------- | ------ |  | -------- | ------ | ------ |
| 14.551          |  | 12.269  | 9.037  |  | 7.185    | 1.423  | 429    |
|                 |  | 100 %   | 73,7 % |  | 79,5 %   | 15,7 % | 4,7 %  |

Ergebnis der Regionalwahlen (elecciones de autoridades políticas) vom 7. März 2021:
| Wahl- berechtigte |  | Wahl- beteiligung | gültige Stimmen |  | MAS-IPSP | AS     | PAN-BOL | PUKA SUNQU |
| ----------------- |  | ----------------- | --------------- |  | -------- | ------ | ------- | ---------- |
| 16.264            |  | 13.565            | 10.699          |  | 7.289    | 1.057  | 697     | 640        |
|                   |  | 83,41 %           | 78,87 %         |  | 68,13 %  | 9,88 % | 6,51 %  | 5,98 %     |

## Gliederung
Das Municipio Betanzos untergliedert sich in die folgenden Kantone (cantones):
- 05-0301-01 Kanton Betanzos – 21 Ortschaften – 8.511 Einwohner (Volkszählung 2012)
- 05-0301-02 Kanton Otuyo – 14 Ortschaften – 1.653 Einwohner
- 05-0301-03 Kanton Poco Poco – 56 Ortschaften – 4.096 Einwohner
- 05-0301-04 Kanton Potobamba – 28 Ortschaften – 2.549 Einwohner
- 05-0301-05 Kanton Siporo – 36 Ortschaften – 3.175 Einwohner
- 05-0301-06 Kanton Millares – 33 Ortschaften – 4.390 Einwohner
- 05-0301-07 Kanton Quivincha – 19 Ortschaften – 3.183 Einwohner
- 05-0301-08 Kanton Tecoya – 10 Ortschaften – 2.947 Einwohner
- 05-0301-09 Kanton Puita – 8 Ortschaften – 485 Einwohner
- 05-0301-10 Kanton Villa El Carmen – 16 Ortschaften – 2.466 Einwohner

## Ortschaften im Municipio Betanzos
- Kanton Betanzos
  - Betanzos 4632 Einw. – Koa Koa 556 Einw. – Lica Lica 459 Einw. – Mojotorillo 263 Einw. – Ckonapaya 250 Einw.

- Kanton Otuyo
  - Otuyo 144 Einw.

- Kanton Poco Poco
  - Poco Poco 263 Einw.

- Kanton Potobamba
  - Potobamba 468 Einw. – Huantapita 344 Einw. – Vila Vila 170 Einw.

- Kanton Siporo
  - Siporo 279 Einw.

- Kanton Millares
  - Millares 414 Einw.

- Kanton Quivincha
  - Buey Tambo 612 Einw. – Sijllani 271 Einw.

- Kanton Tecoya
  - Quivi Quivi Alta 673 Einw. – Quivi Quivi Media 494 Einw. – Tecoya 491 Einw.

- Kanton Puita
  - Ancomayo 154 Einw.

- Kanton Villa El Carmen
  - Lequezana 470 Einw.